# Devil's Playground
Devil's Playground är ett album av Billy Idol. Det utkom 2005. Han återförenades på albumet med producenten Keith Forsey. Alla sånger är skrivna av Billy Idol förutom Plastic Jesus, som är en cover. Det gjordes en musikvideo åt låten Scream.

## Låtlista
1. "Super Overdrive" (Billy Idol/Brian Tichy) - 4:18
2. "World Comin' Down" (Billy Idol/Brian Tichy) - 3:33
3. "Rat Race" (Billy Idol/Steve Stevens) - 4:18
4. "Sherri" (Billy Idol) - 3:17
5. "Plastic Jesus" (George Cromarty/Ed Rush) - 4:54
6. "Scream" (Billy Idol/Brian Tichy) - 4:43
7. "Yellin' at the Xmas Tree" (Billy Idol/Brian Tichy) - 4:14
8. "Romeo's Waiting" (Billy Idol/Steve Stevens) - 3:43
9. "Body Snatcher" (Billy Idol/Brian Tichy) - 3:57
10. "Evil Eye" (Billy Idol/Brian Tichy) - 4:33
11. "Lady Do or Die" (Billy Idol/Brian Tichy) - 4:38
12. "Cherie" (Billy Idol/Brian Tichy) - 3:47
13. "Summer Running" (Billy Idol/Steve Stevens) - 4:31

## Medverkande
- Billy Idol - sång
- Stephen McGrath - bas
- Derek Sherinian - keyboard
- Steve Stevens - gitarr
- Brian Tichy - trummor, percussion
- Julian Beeston - trumprogramering